# Beden (distrikt)
Beden (bulgariska: Беден) är ett distrikt i Bulgarien.   Det ligger i regionen Smoljan, i den sydvästra delen av landet, 150 kilometer sydost om huvudstaden Sofia.
I omgivningarna runt Beden växer i huvudsak blandskog. Runt Beden är det ganska glesbefolkat, med 47 invånare per kvadratkilometer.